# Griffelinie
De Griffelinie was een versterking van de vestingstad Groningen. Ze werd mede noodzakelijk geacht op grond van de ervaringen bij het beleg van 1672. Aan de linie is gewerkt van 1690-1698. De linie ontleent zijn naam aan die van een tweede verdedigingsgracht voor de zuidelijke vestingwallen: het Nijgraven Diepje of Griffe. De beoogde Griffelinie liep langs de (deels nog herkenbare) zigzaglijn Griffeweg-Veemarktstraat-Palmslag-Parklaan-oostelijk deel van de Stationsweg en verder. Voorbij de Stationsweg was de gracht in 1775 alweer verland. Het niet bebouwde gebied tussen de vestinggracht en de Griffe werd 'de lage landen' genoemd en was bij oorlogsgevaar bestemd tot inundatiegebied.
De Griffelinie werd niet afgemaakt omdat vanaf 1698 op advies van Menno van Coehoorn de Helperlinie werd aangelegd die strategisch beter gelegen was.